# Tentação

Hendrik Goltzius: A queda do Homem, 1616, National Gallery of Art, Washington.

Tentação é um estímulo ou indução a um ato que pareça atraente, ainda que seja inapropriado ou contradiga alguma norma ou convenção social sendo, consequentemente, proibido. A definição de tentação pode ser aplicada a uma ampla gama de ações (por exemplo, o desrespeito a uma restrição alimentar, a trapaça, a ostentação de artigos de luxo, a procrastinação.
A tentação pode estar presente no próprio objeto de desejo ou no modo como este é apresentado (vide publicidade), ou ainda na indução por parte de outrem através de métodos tão diversos como o elogio, o pedido, a bajulação, o apelo à cumplicidade, o atiçar da curiosidade, o uso indevido da autoridade, a geração de medo, angústia ou expectativa, a ameaça de perda, a sedação ou a manipulação.
Na prática da propaganda, a tentação é peça central do marketing e da publicidade efetivos, a fim de persuadir os consumidores a aceitarem um determinado produto ou oferta. Uma técnica de publicidade bastante conhecida envolve a banalização positiva do conceito de tentação, como se vê em "a mais suculenta tentação desde a invenção do chocolate".

## Tentação no Cristianismo
Num contexto cristão, a tentação é o estímulo a um pecado ou a uma ação imoral, de tal forma que o pedido de "proteção contra as tentações" chega a constituir elemento central da oração do Pai Nosso. Sob a ótica cristã, a essência do pecado e de todas as tentações é o afastamento de Deus, que aparece como uma espécie de incômodo moral ao lado do objeto de desejo.
Na Bíblia, a tentação está sempre relacionada ao mal, originada diretamente do diabo. Algumas das mais conhecidas passagens bíblicas concernentes à tentação são a narrativa de Adão e Eva e a tentação do piedoso Jó por Satanás.

### As tentações de Cristo

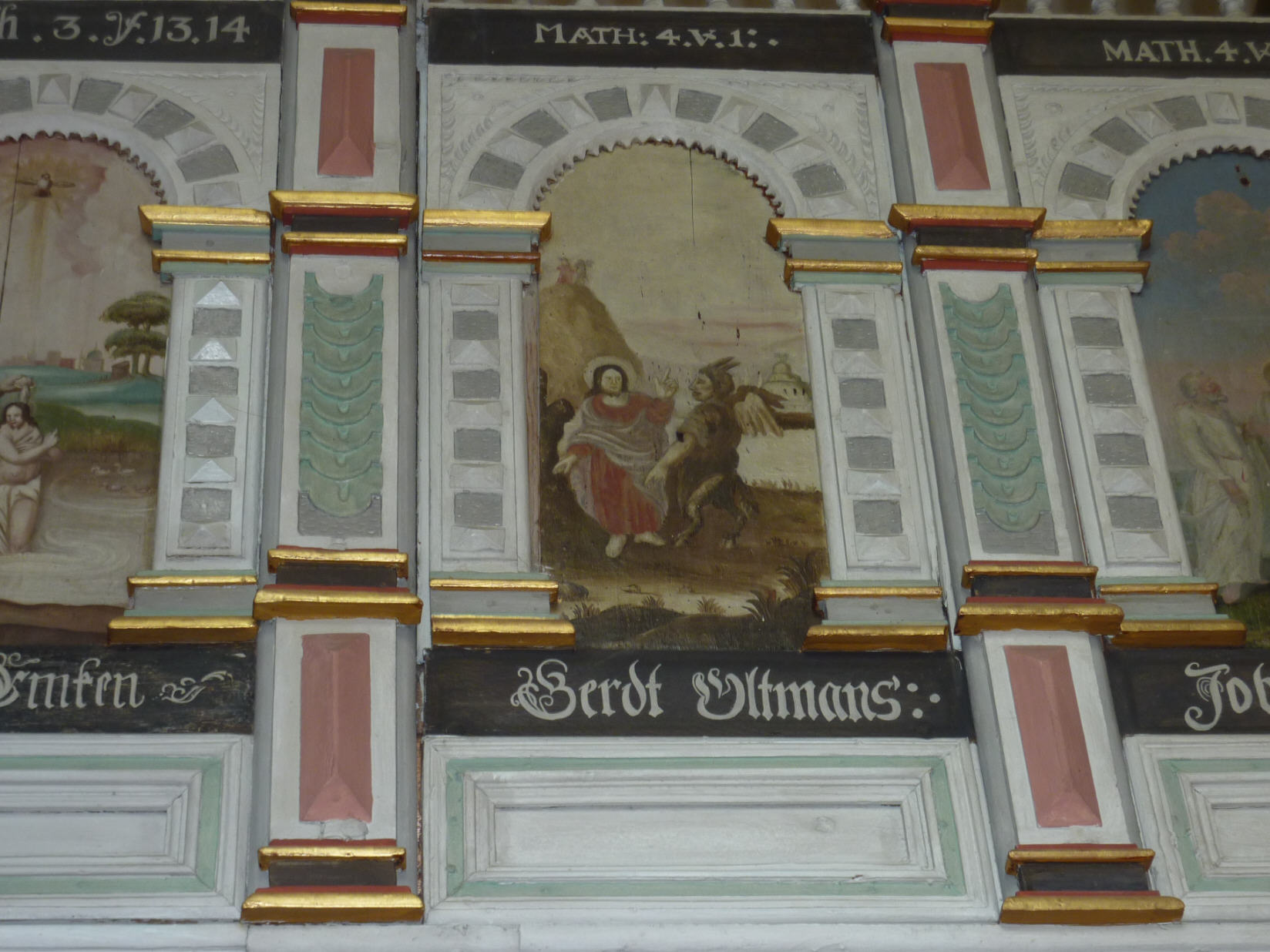
Cristo e o tentador. Acima da imagem de São João, em Bad Zwischenahn, Baixa Saxônia.

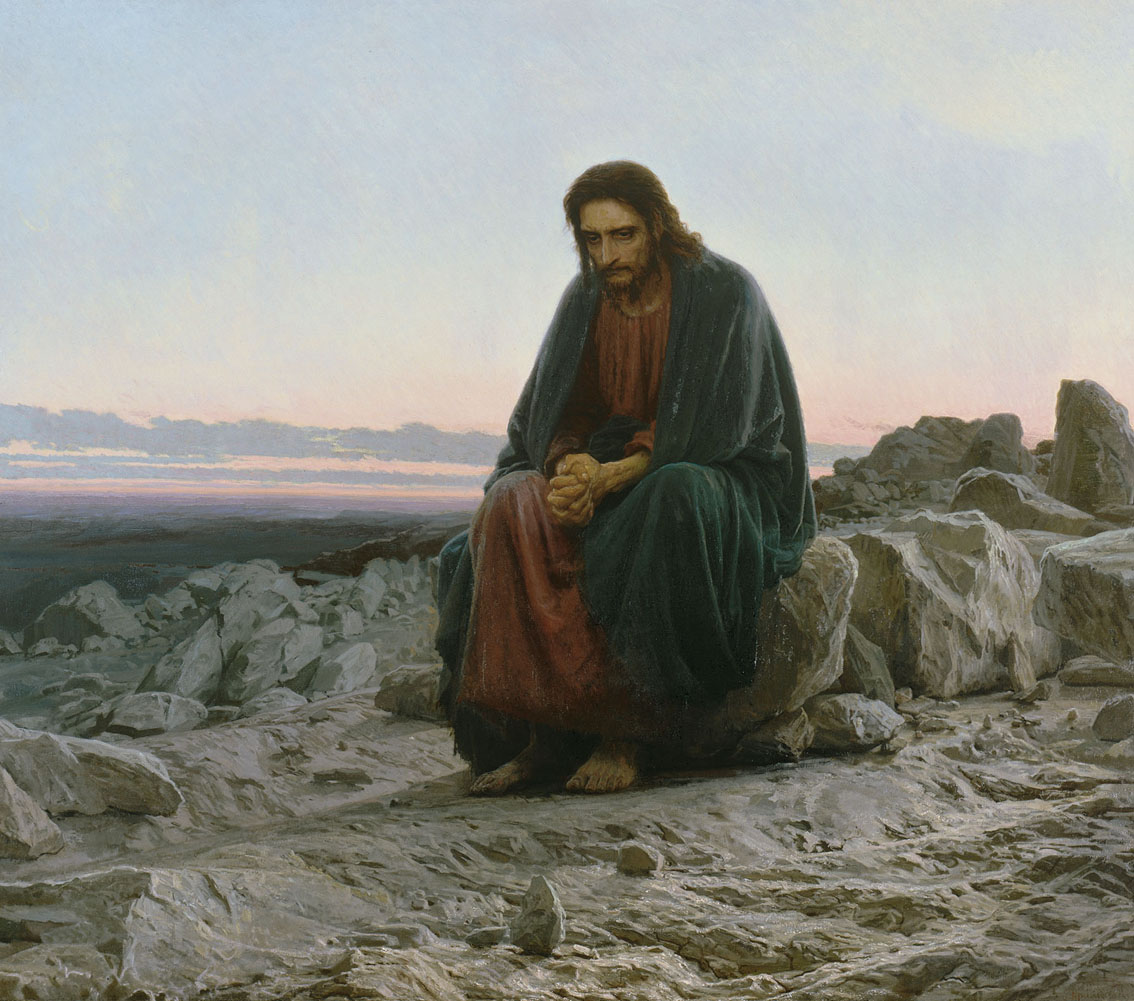
Cristo no deserto (Iwan Nikolajewitsch Kramskoi)

No Novo Testamento, mais precisamente nos evangelhos sinópticos, há descrições de três tentações sofridas por Jesus Cristo no deserto, todas infligidas pelo diabo, conforme se pode ver em Mateus 4:1-11, Marcos 1:12-13 e Lucas 4:1-13.

#### Pedras em Pão
Tentou a Jesus o diabo:
Se tu és o Filho de Deus, manda que estas pedras se tornem em pães. (Mt 4:3)
Por outra vez:
(...)salva-te a ti mesmo. Se és Filho de Deus, desce da cruz. (Mt 27:40)

#### O Diabo interpreta as Escrituras
Na segunda tentação, o demônio cita as Sagradas Escrituras na tentativa de ludibriar Jesus a cair numa armadilha, uma falácia teológica. 
Porque aos seus anjos dará ordem a teu respeito, para te guardarem em todos os teus caminhos.
Eles te sustentarão nas suas mãos, para que não tropeces com o teu pé em pedra.(Salmos 91:11-12) em (Mt 4:6)
Essa passagem ganha ainda um peso especial, pois que os salmos - aí citados pelo diabo - são considerados vinculados ao Templo de Salomão. Aquele que ora pede por proteção no Templo e ainda assim o diabo surge surpreendentemente nesta passagem como conhecedor das escrituras. Conclui-se então que até mesmo a interpretação bíblica pode ser fonte de tentação.

#### Os Reinos do Mundo

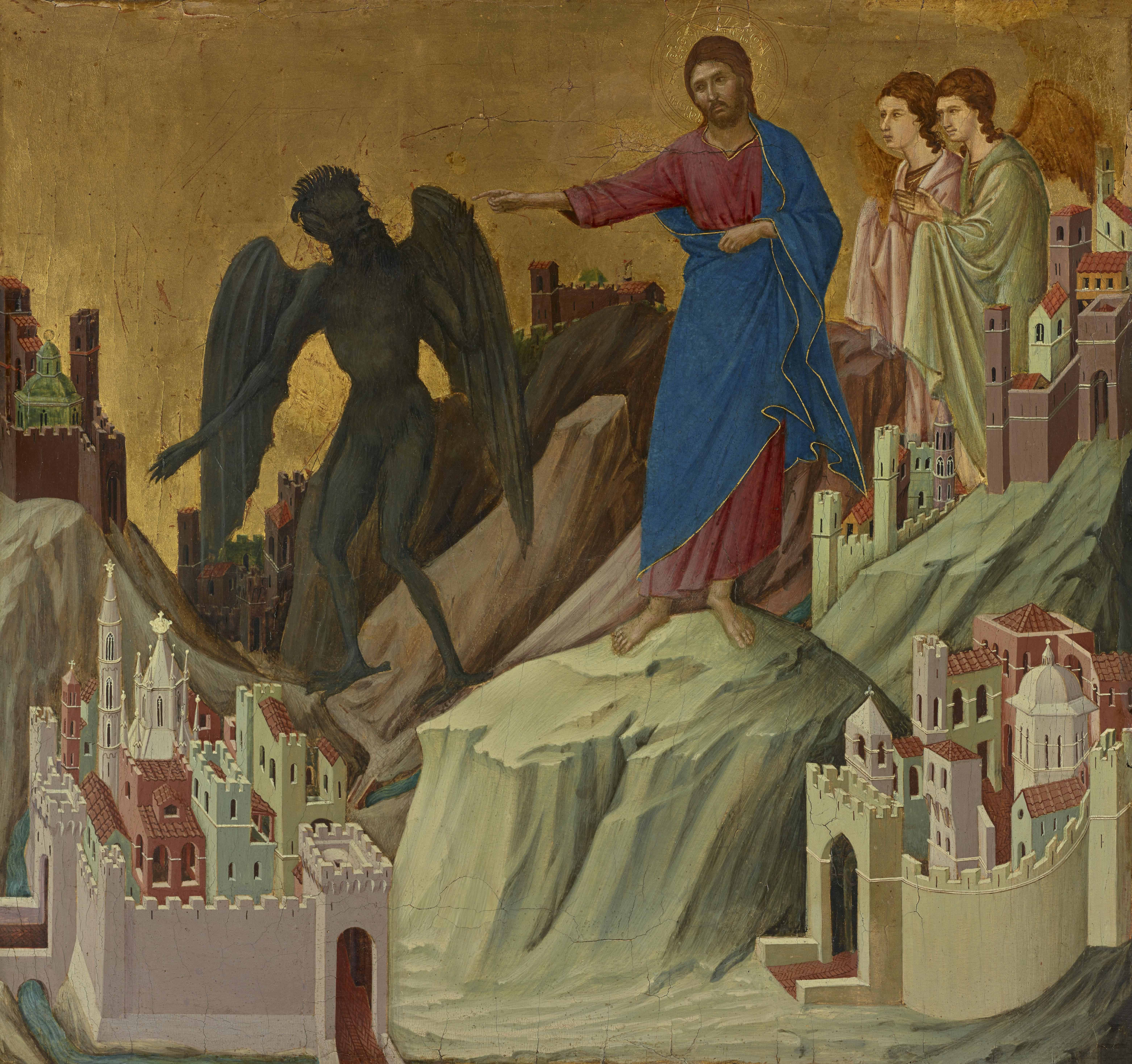
O Diabo mostra a Jesus os Reinos do Mundo.

Na terceira e última tentação, o demônio oferece a Jesus a coroa de todos reinos do mundo. Será que ele não aceitaria se tornar o rei do mundo, que uniria o mundo inteiro em um grande reino de paz e prosperidade?
Novamente o transportou o diabo a um monte muito alto; E mostrou-lhe todos os reinos do mundo, e a glória deles.
E disse-lhe: Tudo isto te darei se, prostrado, me adorares. (Mt 4:8-9)

## Citações notáveis
- Posso resistir a tudo, menos à tentação.

(Oscar Wilde - 16. Outubro 1854 - 30. Novembro 1900 - escritor e dramaturgo irlandês)
- Alguns dos que fogem à tentação desejam secretamente que ela os alcance.

(Giovanni Guareschi - 1. Maio 1908 - 22. Julho 1968 - escritor e jornalista italiano)
- A tentação é tão grande quanto a vontade do tentado de sucumbir a ela.

(Silke Zajonz - *11. Março 1970, Alemanha)

## Literatura
- Erik Aurelius, Martin Klein, Johann Anselm Steiger, Eric O. Springsted, Sabine Bobert: Art. Versuchung I. Altes Testament II. Neues Testament III. Kirchengeschichtlich IV. Systematisch-theologisch V. Praktisch-theologisch. In: Theologische Realenzyklopädie 35 (2003), S. 44-70 (umfassender theol. Überblick)
- Benedikt XVI., Jesus von Nazareth. Von der Taufe im Jordan bis zur Verklärung, Herder, 2007, ISBN 3-451-29861-9
- Joachim Gnilka, Das Evangelium nach Matthäus (Herders theologischer Kommentar zum Neuen Testament Bd. 1), Freiburg/B 1986.

## Ver também

Publicidade (Leopoldo Metlicovitz)